# Miklós Ambrus
Miklós Ambrus (ur. 31 maja 1933 w Egerze, zm. 3 sierpnia 2019 w Budapeszcie) – węgierski piłkarz wodny. Złoty medalista olimpijski z Tokio.
Występował na pozycji bramkarza. Igrzyska w 1964 były jedynymi w jego karierze. W 1962 znajdował się w gronie mistrzów Europy. Między 1955 i 1968 rozegrał w kadrze 55 spotkań. Pięciokrotnie zdobywał tytuł mistrza Węgier (1956, 1962, 1963, 1965, 1968).